# Convergoppia pletzeni
Convergoppia pletzeni är en kvalsterart som först beskrevs av Hammer 1968.  Convergoppia pletzeni ingår i släktet Convergoppia och familjen Oppiidae. Inga underarter finns listade i Catalogue of Life.